# Clara Oswald
Clara Oswald, també coneguda com a Oswin Oswald i Clara Oswin Oswald és un personatge de ficció interpretat per Jenna Coleman a la longeva sèrie britànica de ciència-ficció Doctor Who. Clara és una acompanyant de l'Onzè Doctor que va debutar en la setena temporada de la sèrie.

## Recepció
Nick Setchfield d'SFX va lloar el debut d'Oswin Oswald al manicomi dels Daleks, així com la interpretació de Smith, els efectes especials i la subtrama emocional d'Amy i Rory. El crític d'io9, Charlie Anders va assenyalar que la trama "és principalment només una excusa per explorar la relació duradora del Doctor amb els dàleks i per mostrar el trist que s'ha tornat.
La reintroducció del personatge com Clara a Els homes de neu va rebre generalment reaccions positives dels crítics. The Guardian va dir que era el millor especial de Nadal des de La invasió per Nadal. Va lloar a Jenna Coleman dient que "El cop mestre darrere de l'aparició sorpresa de Jenna-Louise Coleman és que ens feia estimar veure més d'ella fins i tot abans que s'hagués anat Karen Gillan. La descarada i segura de si mateixa Clara es va guanyar un lloc en els nostres cors des del principi". The Daily Mail també va lloar a Coleman dient que "Jenna-Louise Coleman es guanya als fans de Doctor Who, un cop més. Ells senten que és un reemplaçament adequat per Karen Gillan".